# Querém-Hapuque

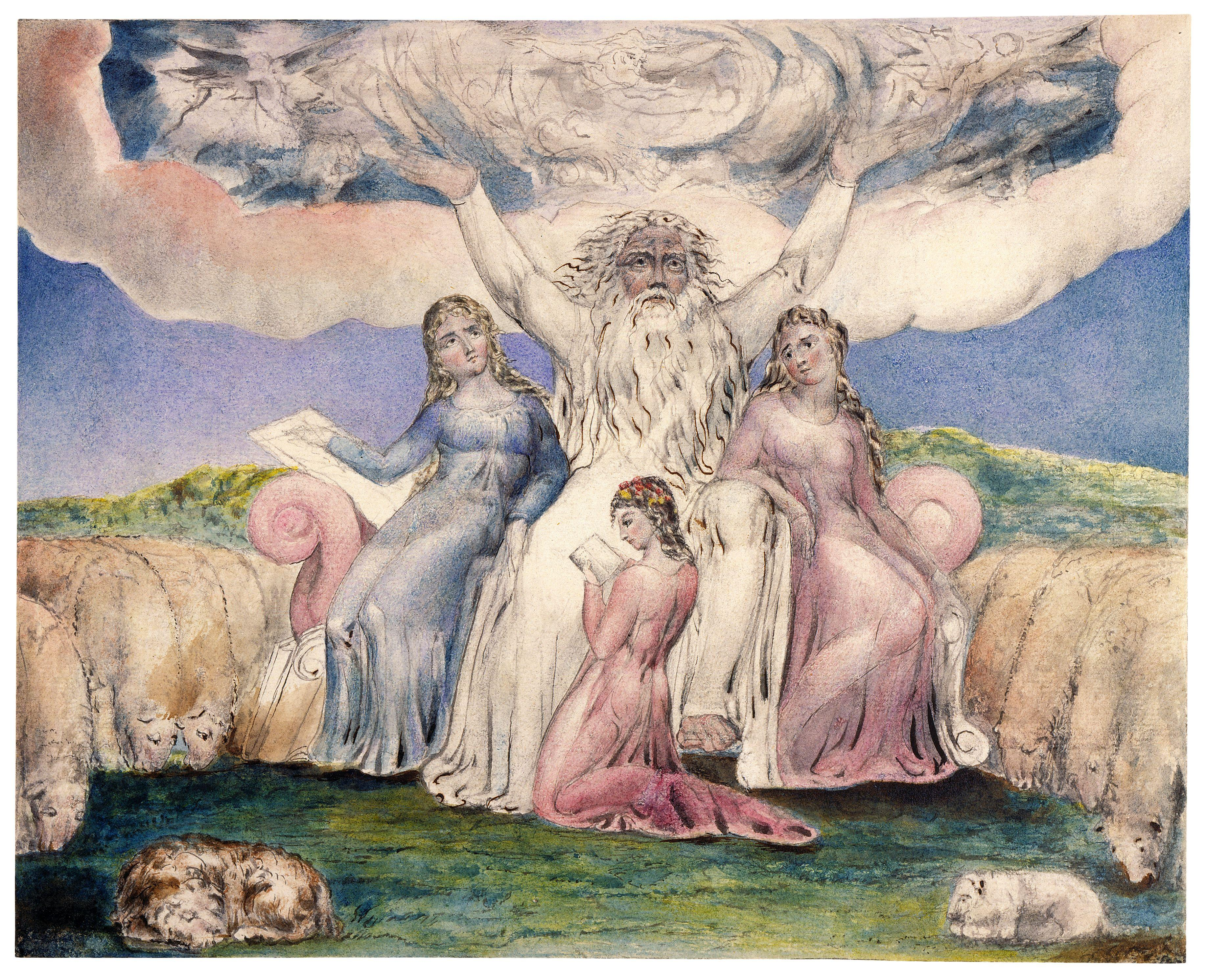
Jó com suas três filhas por William Blake

Querém-Hapuque (em hebraico:  קֶרֶן הַפּוּךְ, romaniz.: Qeren Hapūḵ ; "lit. chifre de pintura preta (para os olhos) [quer dizer, recipiente para maquiagem]") era a terceira e mais jovem das três filhas de Jó, cujo nome na Bíblia foi dado a ele na última parte de sua vida, depois que Deus tornou Jó próspero novamente. As irmãs mais velhas de  são nomeadas como Jemima e Quézia. Os filhos de Jó, em contraste, não são mencionados.
O nome pode sugerir belos olhos, ou pode indicar sua grande beleza geral, visto que “não se achavam em todo o país mulheres mais bonitas do que as filhas de Jó”. (Jó 42:15) O antimônio, uma substância metálica branco-azulada, produz uma cor preta brilhante que era usada pelas mulheres dos tempos bíblicos para tingir os cílios e talvez as sobrancelhas, ou era usada para delinear os olhos, fazendo-os parecer grandes e brilhantes.
Além disso, de forma incomum e em comum com suas irmãs, Querém-Hapuque recebeu uma herança de seu pai, com seus irmãos, como era de se esperar. Além dessas breves referências no final do Livro de Jó, ela não é mencionada em nenhum outro lugar da Bíblia.
Peter Bloomfield sugere que a beleza de suas filhas "ressalta a recuperação completa de Jó. Jó era um homem muito doente, mas você nunca saberia disso olhando para suas filhas."